# Maiko (rivière)
La Maiko est une rivière, affluent du fleuve Congo avec lequel elle conflue en amont de Waine-Rukula. Elle donne son nom au parc national de la Maiko, où elle prend source.